# Psalm 147

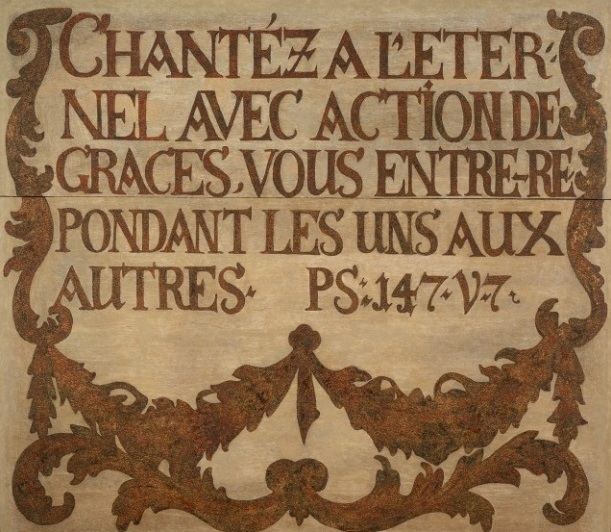
Psalm 147 Vers 7 in französischer Sprache in der Evangelisch-reformierten Kirche in Celle

Der Psalm 147 ist der – nach Zählung des hebräischen Urtextes (masoretischer Text) – 147. der 150 Psalmen des Psalters im jüdischen Tanach bzw. dem christlichen Alten Testament.
Psalm 147 gehört zum Kleinen Hallel (Ps 146–150).

## Zählweise
In der griechischen (Septuaginta) und der darauf basierenden lateinischen (Vulgata) Bibelübersetzung ist er in zwei Psalmen (Psalm 146 und 147) aufgeteilt, wobei letzterer mit dem Vers Ps 147,12  heutiger Zählweise beginnt. Da in den vorangehenden Psalmen die hebräische Zählung um eins vorausgeht, ist die Nummerierung der Psalmen 148 bis 150 wieder gleich.

## Gliederung
Im ersten Teil (Ps 147,1–11 ) wird Gott für seine Treue zu Israel gepriesen und dafür,  dass er es ist, der sich um die Menschen kümmert. Im zweiten Teil (Ps 147,12–20 ) dankt der Psalmist Gott für seine Größe und Güte.

## Liturgische Verwendung
Der Psalm 147 ist Bestandteil des Psuke desimra aus dem jüdischen Morgengebet und wird dabei täglich rezitiert.
Im christlichen Stundengebet ist Psalm 147 Bestandteil der Laudes am Freitag der zweiten und vierten Woche.

## Rezeption
Psalm 147 wurde vielfach vertont; beispielsweise zitieren ihn Monteverdis Marienvesper (1610) sowie Werke Michel-Richard Delalandes und Leonhard Lechners unter dem Titel Laudate Dominum. Weitere Bearbeitungen stammen von Natale Monferrato (Lauda Jerusalem Dominum), Thomas Ravenscroft (Praise ye the Lord), Tomás Luis de Victoria (Lauda Jerusalem), die Kantate BWV 119 von Johann Sebastian Bach (Preise, Jerusalem, den Herrn), Nicola Antonio Porpora „Lauda Jerusalem“ (Motette) und Anton Bruckners Psalm 146 in A-Dur,  WAB 37 (Alleluja! Lobet den Herrn; denn lobsingen ist gut).
Die US-amerikanische Metal-Band Tourniquet bezieht ihnen Namen aus dem Vers 147,3: Er heilt, die zerbrochenen Herzens sind, und verbindet ihre Wunden, der der Wahlspruch der Musiker ist.